# Luciano Guerci
Luciano Guerci (Alessandria, 16 luglio 1941 – Torino, 4 marzo 2017) è stato uno storico italiano.

## Biografia
Professore emerito di Storia Moderna all'Università di Torino, dal 2003 era socio dell'Accademia delle Scienze di Torino. Ha dedicato gran parte dei suoi studi al Settecento e alla Rivoluzione francese. Ha curato l'antologia La rivoluzione francese (Bologna, Zanichelli, 1973) e, con Bruno Bongiovanni, L' albero della rivoluzione: le interpretazioni della rivoluzione francese (Torino, Einaudi, 1989). Ha collaborato a numerose riviste, tra cui "Belfagor", "Studi storici", "Il pensiero politico", "Studi settecenteschi", "Quaderni di storia".

## Opere principali
- Il partito socialista italiano: dal 1919 al 1946, Rocca San Casciano, Cappelli, 1969
- Condillac storico: storia e politica nel "Cours d'etudes pour l'instruction du Prince de Parme", Milano-Napoli, R. Ricciardi, 1978
- Libertà degli antichi e liberta dei moderni: Sparta, Atene e i philosophes nella Francia del Settecento, Napoli, Guida, 1979
- La sposa obbediente: donna e matrimonio nella discussione dell'Italia del Settecento, Torino, Tirrenia Stampatori, 1988
- L' Europa del Settecento: permanenze e mutamenti, Torino, UTET, 1988
- Il celebre e raro Trattato de' tre Impostori, Alessandria, Edizioni dell'Orso, 1996
- Istruire nelle verità repubblicane: la letteratura politica per il popolo nell'Italia in rivoluzione, 1796-1799, Bologna, Il mulino, 1999
- Uno spettacolo non mai più veduto al mondo. La Rivoluzione francese come unicità e rovesciamento negli scrittori controrivoluzionari italiani (1789-1799), Torino, UTET, 2008